# 이붕화 마그네슘
이붕화 마그네슘(Magnesium diboride, MgB2)은 저렴하고 간단한 구조를 가진 초전도체이다. 이 물질이 최초로 합성되고 구조가 분석된 것은 1953년이었으나, 2001년이 될 때까지 초전도를 보인다는 사실이 알려지지 않았다. 때문에 이붕화 마그네슘의 초전도성이 2001년 3월 《네이처》의 논문에 의해 발견되자 상당한 흥분을 자아냈다. 이붕화 마그네슘의 초전도 상전이 임계 온도(Tc)는 39 K이었다. 이 온도는 (고온 초전도체가 아닌) 일반 초전도체 중에서는 최고로 높은 것이었다.
(포논의 개입으로 초전도 현상이 일어나는) 일반적인 초전도체로 생각됨에도 불구하고, MgB2는 그 중에서 특이한 경우로 생각된다. MgB2의 전자 구조는 행동 양상이 다른 두 개의 전자로 페르미 레벨(Fermi level)이 이루어져 있는 것으로 생각되며, 그 중의 하나(시그마 결합)는 다른 하나(파이 결합)보다 훨씬 더 강한 초전도를 보인다. 이것은 모든 전자가 같은 방식으로 행동한다고 가정하는 일반적인 초전도체 이론에서는 이상한 일이다. 그러나 현재 MgB2는 두개의 s 파동 에너지 갭으로 이해할 수 있다. 2001년에는 MgB2가 고온 Tc 구리계 초전도체보다는 저온 Tc 금속으로 취급되었다.

## 합성
이붕화 마그네슘은 몇가지 방법으로 합성될 수 있다. 가장 간단한 방법은 고온에서 붕소와 마그네슘 분말을 반응시키는 것이다. 합성은 650 °C에서 일어난다. 그러나, 마그네슘이 652 °C에서 녹기 때문에, 이 반응 메커니즘은 마그네슘 증기가 붕소 간의 결정 경계에확산됨에 의해 감속되는 것으로 생각된다. 일반적인 반응 온도에서는 충분한 재결정화가 결정 간의 Josephson 양자 터널링(quantum tunneling)을 가능하게 만든다 해도 소결은 최소화된다.
초전도 이붕화 마그네슘 전선은 powder-in-tube(PIT) 공법으로 생산될 수 있다. MgB2를 내부에서 만드는 방식의 공법에서는 붕소와 마그네슘의 혼합물이 금속 듀브에 넣어진 뒤, 전통적인 ‘전선을 잡아 늘이는’ 방식으로 전선의 직경을 줄인다. 그런 뒤 전선은 반응 온도까지 가열되어, 내부에서 MgB2가 형성되게 한다. MgB2를 먼저 만드는 방식의 공법에서는 MgB2 분말이 튜브에 채워지고, 직경을 감소시킨 뒤, 800 °C~1000 °C에서 소결시킨다. 두 경우 모두 공정 후에 약 950 °C 정도에서 등압 압착(isostatic pressing)을 하면 성질이 좋아진다.
혼성 물리-화학 증기 증착법(Hybrid Physical-Chemical Vapor Deposition, HPCVD)은 MgB2 박막을 만드는 데 가장 효율적인 방법이다. 다른 방식으로 증착된 MgB2 박막의 표면은 보통 거칠고 조성이 맞지 않는다. 반면 HPCVD 방식으로는 초전도 전기 회로에 필수적인 요소인 조셉슨 접합(Josephson junctions)을 균질하게 만드는 데 요구되는, 표면이 부드러운 좋은 품질의 고순도 MgB2 박막을 만들 수 있다.

## 전자기적 성질
MgB2의 성질은 제조 방법과 조성에 크게 좌우된다. 층상 구조이기 때문에 많은 성질들이 비등방성을 보인다. 결정 경계에 산화물 등이 있는 ‘더러운’ 샘플의 성질이 ‘깨끗한’ 샘플과 다르다..
Tc는 39 K에 이르며, 자기장을 증가시켰을 때 자기장이 시료 표면을 점차 투과한다는 점에서 제 2종 초전도체이다. 자기장 내에서의 최대 임계 전류(Jc)는 20 T에서 105 A/m², 18 T에서 106 A/m², 15 T에서 107 A/m², 10 T에서 108 A/m², 5 T에서 109 A/m²이다.
2008년 당시:
한계 임계 자기장 (Hc2): (ab 면에 평행) 약 14.8 T, (ab면에 수직) 약 3.3 T, 박막의 경우 74 T, 섬유 형태의 경우 55 T.

### 도핑에 의한 개량
MgB2에 다양한 방법(예: 폴리비닐 아세테이트에 사과산 10%)들로 탄소를 도핑하면 한계 임계 자기장과 최대 전류 밀도를 높일 수 있다.

탄소를 5% 도핑하면 Hc2를 16 T에서 36 T로 높일 수 있다. 반면 임계 온도 Tc는 39 K에서 34K으로 낮아질 뿐이다.
.
한계 임계 전류 밀도는 줄어들지만 (Jc) TiB2로 도핑하면 그 감소를 줄일 수 있다.(see prev ref). (MgB2를 Ti로 도핑하는 것은 특허가 되어있다.)
자기장에서의 최대 전류 밀도(Jc)는 ZrB2를 도핑함에 따라 크게 높아진다..

## 열 전도도
MgB2는 다중 갭 초전도체이다. 즉, 페르미 표면에 다른 크기의 초전도 에너지 갭이 있다. MgB2에서 붕소의 시그마 결합은 강하고 큰 s-파동 초전도 갭을 유도한다. 반면 파이 결합은 약하고 작은 s-파동 초전도 갭을 유도한다.
큰 갭의 와동(vortex)의 준입자 상태는 와동 핵심에 강하게 묶여 있다. 한편으로는, 작은 갭의 준입자 상태는 와동 핵심에 약하게 묶여 있다. 고로 작은 준입자 상태는 비국지화되고 주변의 와동과 쉽게 중복된다.